# Diamond Rush
Diamond Rush — видеоигра в жанре экшн- головоломка, разработанная и изданная Gameloft. Игра была выпущена в декабре 2006 года для мобильных платформ Java и в марте 2009 года для устройств BlackBerry. В игре игрок управляет по сюжету археологом который отправляется на поиски определенных кристаллов в трех различных местах. В игре есть тема археологии, и игроку необходимо собрать значительное количество алмазов, чтобы разблокировать все миры.
При разработке Diamond Rush компания Gameloft вдохновлялась игрой Boulder Dash, выпущенной в 1984 году для компьютеров Atari. После выпуска Diamond Rush получила положительные отзывы критиков, которые хвалили ее за археологическую тему и элементы головоломки, но критиковали ее за сложность.

## Игровой процесс
Diamond Rush головоломка на археологическую тематику, в которой игрок управляет бесстрашным исследователем в поисках кристаллов в трех мирах - Ангкор Ват; Бавария и Тибет. Всего сорок этапов разбросаны по этим мирам. Существуют явные и тайные уровни. Во время игры игрок может находить сундуки, в которых могут быть алмазы фиолетового или красного цвета, а также новые дополнительные жизни, серебряные и золотые ключи, для открывания важных дверей. Основная цель состоит в том, чтобы получить определённое количество красных бриллиантов, дабы получить доступ к двери, которая приведет вас в другой мир, но будут опасности, от которых игрок должен убежать, включая врагов, таких как змеи и пауки, росомахи, черепахи, агрессивные аборигены, гигантские копья и огненные ловушки. Босс находится на последней стадии каждого мира. Конечная цель игры - раскрытие тайны печати, после прохождения трёх локаций. Она состоит в том, что алмазы начинают сыпаться ото всюду. 

## Отзывы критиков
| Сводный рейтинг | Сводный рейтинг |
| Агрегатор       | Оценка          |
| --------------- | --------------- |
| MobyRank        | 7,6/10          |

Diamond Rush получила 7.6 балла из 10, согласно сайту MobyRank.